# Kościół św. Michała Archanioła w Sieprawiu
Kościół Świętego Michała Archanioła – rzymskokatolicki kościół filialny należący do parafii św. Michała Archanioła w Sieprawiu (dekanat Mogilany archidiecezji krakowskiej).
Jest to świątynia wzniesiona w latach 1620−1642 dzięki staraniom proboszczów: Rosława z Nieskichowa i Stanisława Dąbrowskiego. Fundatorem nowej świątyni był Stanisław Jordan z Zakliczyna. Prawo patronatu nad tą świątynią otrzymał Michał Jordan — starosta dobczycki, syn fundatora — Stanisława. Część oryginalnego wyposażenia świątyni pochodziła z kościółka św. Marcina. W 1862 roku do bryły świątyni została dobudowana nowa wieża. Wyposażenie dawnego kościółka św. Marcina oraz „nowsze” w stylu rokokowym, np. ołtarz, nie zachowały się do dziś, gdyż spłonęło podczas pożaru świątyni w 1968 roku. Beatyfikacja w 1991 roku bł. Anieli Salawy, która została w niej ochrzczona, przyspieszyła decyzję o odbudowie i renowacji świątyni.